# Doručovací robot

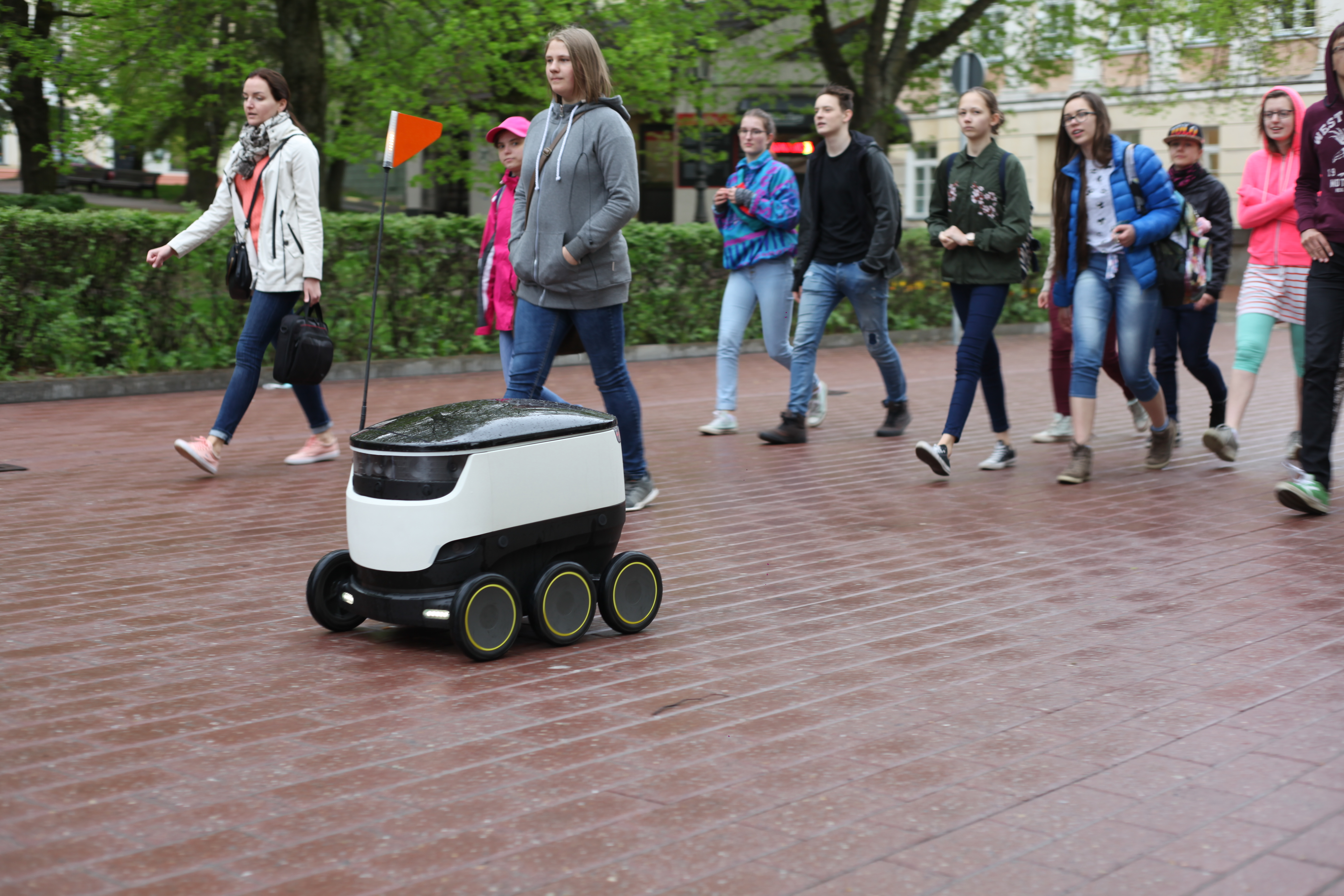
Doručovací robot estonské firmy Starship Technologies v estonském městě Tartu (květen 2017)

Doručovací roboti jsou autonomní roboti, kteří slouží k přepravě zboží nebo jídla. Na začátku roku 2022 byly v provozu v několika státech světa. Vedle pojízdných robotů (které mívají 4 nebo 6 kol) je další možností přeprava pomocí bezpilotních letounů neboli dronů; britská pošta Royal Mail takto začala v létě 2023 doručovat zásilky na Orkneje. Estonská společnost Starship Technologies na začátku března 2022 prohlásila, že během následujících 30 dní hodlá do rozvoje autonomního doručování v Evropě a USA investovat částku 100 milionů dolarů.
Doručovací roboti jsou v testovacím nebo běžném provozu na mnoha místech USA; v Evropě se s nimi můžeme setkat v některých částech Moskvy (od roku 2020 doprava jídla Yandex.Eats, od roku 2021 rozvoz zásilek Ruské pošty) a Tallinnu (od září 2021).